# Herrarnas C-2 i slalom i kanotsport vid olympiska sommarspelen 2012
Herrarnas C-2 i slalom vid olympiska sommarspelen 2012 hölls mellan 30 juli och 2 augusti på Lee Valley White Water Centre i London. Det kördes en kvalomgång med två åk, där det bästa åket räknades och de tio främsta gick vidare till semifinal. Där åkte varje idrottare en gång och de sex bästa gick vidare till final. Där kördes ytterligare ett åk och den med bäst tid vann guld.

## Medaljörer
| Gren        | Guld                                         | Silver                                         | Brons                                           |
| C-2, slalom | Storbritannien Timothy Baillie Etienne Stott | Storbritannien David Florence Richard Hounslow | Slovakien Pavol Hochschorner Peter Hochschorner |

## Schema
Kvalomgång

30 juli, 13:30 & 15:42

Semifinal

2 augusti, 13:30

Final

2 augusti, 15:18

## Resultat
| Plac. | Namn                                          | Kvalomgång | Kvalomgång | Kvalomgång | Kvalomgång | Semifinal         | Semifinal         | Final             | Final             |
| Plac. | Namn                                          | Åk 1       | Åk 2       | Bästa tid  | Plac.      | Tid               | Plac.             | Tid.              | Plac.             |
| ----- | --------------------------------------------- | ---------- | ---------- | ---------- | ---------- | ----------------- | ----------------- | ----------------- | ----------------- |
| 1     | Timothy Baillie & Etienne Stott (GBR)         | 100.44     | 102.79     | 100.44     | 4          | 110.78            | 6                 | 106.41            | 1                 |
| 2     | David Florence & Richard Hounslow (GBR)       | 108.23     | 101.08     | 101.08     | 7          | 108.93            | 1                 | 106.77            | 2                 |
| 3     | Pavol Hochschorner & Peter Hochschorner (SVK) | 97.52      | 98.60      | 97.52      | 2          | 109.04            | 2                 | 108.28            | 3                 |
| 4     | Gauthier Klauss & Matthieu Peche (FRA)        | 96.98      | 151.03     | 96.98      | 1          | 109.27            | 3                 | 109.17            | 4                 |
| 5     | Piotr Szczepański & Marcin Pochwała (POL)     | 105.58     | 101.00     | 101.00     | 5          | 109.81            | 4                 | 110.51            | 5                 |
| 6     | Hu Minghai & Shu Junrong (CHN)                | 103.36     | 99.05      | 99.05      | 3          | 110.70            | 5                 | 112.85            | 6                 |
|       |                                               |            |            |            |            |                   |                   |                   |                   |
| 7     | Jaroslav Volf & Ondřej Štěpánek (CZE)         | 104.00     | 150.87     | 104.00     | 8          | 112.22            | 7                 | Gick inte vidare. | Gick inte vidare. |
| 8     | Saso Taljat & Luka Božič (SLO)                | 102.82     | 101.08     | 101.08     | 6          | 113.50            | 8                 | Gick inte vidare. | Gick inte vidare. |
| 9     | Vavřinec Hradilek & Stanislav Ježek (CZE)     | 106.91     | DNS        | 106.91     | 9          | 115.50            | 9                 | Gick inte vidare. | Gick inte vidare. |
| 10    | Kynan Maley & Robin Jeffery (AUS)             | 113.96     | 107.47     | 107.47     | 10         | 162.14            | 10                | Gick inte vidare. | Gick inte vidare. |
|       |                                               |            |            |            |            |                   |                   |                   |                   |
| 11    | David Schröder & Frank Henze (GER)            | 107.50     | 107.79     | 107.50     | 11         | Gick inte vidare. | Gick inte vidare. | Gick inte vidare. | Gick inte vidare. |
| 12    | Eric Hurd & Jeff Larimer (USA)                | 112.91     | 109.78     | 109.78     | 12         | Gick inte vidare. | Gick inte vidare. | Gick inte vidare. | Gick inte vidare. |
| 13    | Niccolo Ferrari & Pietro Camporesi (ITA)      | 120.64     | 111.55     | 111.55     | 13         | Gick inte vidare. | Gick inte vidare. | Gick inte vidare. | Gick inte vidare. |
| 14    | Mikhail Kuznetsov & Dmitry Larionov (RUS)     | 112.36     | 155.59     | 112.36     | 14         | Gick inte vidare. | Gick inte vidare. | Gick inte vidare. | Gick inte vidare. |